# Тоуроддюр Гвюдмюндссон
Тоуроддюр Гвюдмюндссон (исл. Þóroddur Guðmundsson; 1904, Адальдалюр, Нордюрланд-Эйстра — 1983, Хабнарфьордюр, Хёвюдборгарсвайдид) — исландский переводчик, поэт и писатель.

## Биография
Тоуроддюр родился 18 августа 1904 года на ферме Сандюр в долине Адальдалюр (ныне в общине Тингейярсвейт в Нордюрланд-Эйстра) в семье поэта и писателя Гвюдмюндюра Фридйоунссона (1869—1944) и его жены, домохозяйки Гвюдрун Лильи Оддсдоуттир (1875—1966). Всего в семье было двенадцать братьев и сестер, из которых Тоуроддюр был третьим по возрасту.
Детство и юность Тоуроддюра прошли на родительской ферме, после чего он поступил в школу-интернат в Лёйгаре, которую окончил весной 1926 года. Затем он уехал в Норвегию, где в 1929 году получил специальность агронома в сельскохозяйственной школе провинции Эстфолл в Калнесе. В 1931—1932 годах учился в Педагогическом институте Орхусского университета, где изучал географию, зоологию, ботанику и геологию, после чего вернулся в Исландию, где в 1935 году получил лицензию исландского учителя. Позже, в 1948—1949 годах, он изучал литературоведение в Тринити-колледже в Дублине и получил степень по английской литературе.
Преподавание было основной работой Тоуроддюра. Чтобы иметь возможность прокормить себя и свою семью, он работал в различных средних школах Исландии. Так в 1929-31 годах он был учителем в общеобразовательной школы в Лёйгаре, в 1935-44 учителем народной школы в Эйдюре, в 1944-48 директором региональной школы в Рейкьянесе недалеко от Исафьордюра. С 1948 года и вплоть до выхода на пенсию в 1972 году Тоуроддюр работал в учителем средней школы в Хабнарфьордюре.

## Творчество
Тоуроддюр писал и переводил стихи и рассказы, делал заметки о путешествиях и эссе, публиковал публицистические и литературоведческие статьи. Он также редактировал некоторые исландские периодические издания, в частности был редактором литературного журнала Эймрейдин (исл. Eimreiðin), отвечал за издания многих исландских классиков и принимал участие в общественной работе Исландской ассоциации писателей.
Первая книга Тоуроддюра была опубликована в 1943 году — сборник эссе «Skýjadans». Затем появились сборники стихов, заметки о путешествиях, переводы и рассказы. По мнению писателя и литературного критика Сигюрдюра Эйнарссона работы Тоуроддюра характеризовались чуткой эмпатией, мастерством и уверенным владением языком.
Его переводы произведений Уильяма Блейка «Песни невинности» и «Стихотворения жизненного опыта» отличается исключительным качеством. Тоуроддюр не только перевёл эти книги, но дополнил их комментариями и примечаниями к стихам.

## Изданные книги
- Облачный танец (исл. Skýjadans, 1943)
- Дикий полет: стихи (исл. Villiflug: ljóð, 1946)
- Гвюдмюндюр Фридйоунссон: жизнь и работа (исл. Guðmundur Friðjónsson : ævi og störf, 1950)
- Запах оттепели: стихотворения (исл. Anganþeyr: ljóð, 1952)
- Из западного пути: Путевые заметки из Великобритании и Ирландии (исл. Úr vesturvegi: ferðasaga frá Bretlandi og Írlandi, 1953)
- Селафьёдль: оригинальные и переводные стихи (исл. Sefafjöll: frumort og þýdd ljóð, 1954)
- В Скаульхольте (исл. Í Skálholti, 1957)
- Песни невинности и Стихи жизни: два сборника стихов / Уильям Блейк (исл. Söngvar sakleysisins og Ljóð lífsreynslunnar: tveir ljóðaflokkar / William Blake, 1959)
- Солнечный месяц: стихи (исл. Sólmánuður: ljóð, 1962)
- Переведенные стихи из двенадцати стран (исл. Þýdd ljóð frá tólf löndum, 1965)
- Из дома и домой: воспоминания западного исландца / Фридгейр Х. Берг (исл. Að heiman og heim: endurminningar Vestur-Íslendings / Friðgeir H. Berg, 1968)
- Игра в долгие игры: поэзия (исл. Leikið á langspil: ljóð, 1973)
- Готландская поэзия / Густав Ларссон (исл. Gotlensk ljóð / Gustaf Larsson, 1975)
- Домохозяйка из Сандюра: Гвюдрун Оддсдоуттир (исл. Húsfreyjan á Sandi: Guðrún Oddsdóttir, 976)
- Переводы стихов из стран Северной Европы (исл. Ljóðaþýðingar frá Norðurlöndum, 1980)